# 盧卡斯·坎帕
盧卡斯·坎帕（德語：Lukas Kampa；1986年11月29日—）是一位德國排球運動員。他現在效力於波蘭排球聯賽球隊Cerrad Czarni Radom。他是德國國家排球隊的一員，代表德國參加了2014年世錦賽獲得銅牌。